# Teiidae
Teiidae Gray, 1827 (detti anche Tegu) è una famiglia di rettili scincomorfi presente nelle Americhe.

## Descrizione
Le dimensioni sono piuttosto varie, si va dai 10 - 15 cm delle specie più piccole sino ad oltre 150 cm dei più grandi Salvator merianae.

## Biologia

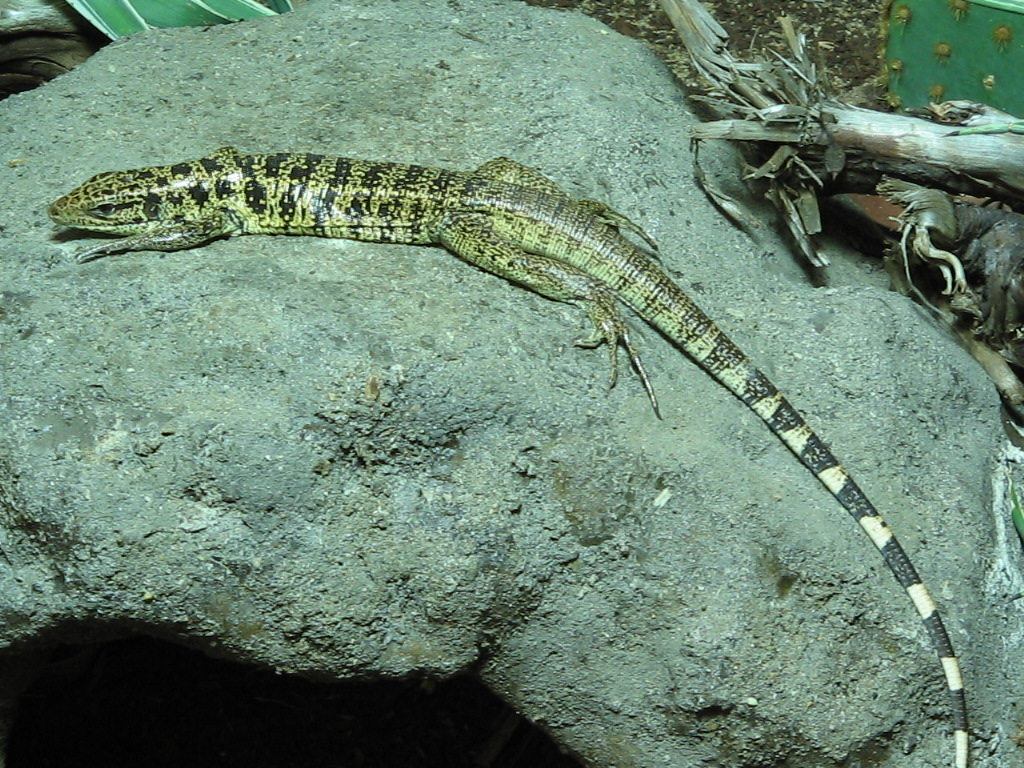
Tupinambis teguixin

Tutti i rappresentanti della famiglia sono onnivori, alcuni con una dieta prevalentemente a base di vegetali, altri di animali. Le specie più piccole integrano la parte animale con una dieta insettivora, quelle più grandi anche con vertebrati di vario genere. 

## Distribuzione e habitat
Sono presenti in habitat molto vari, dai deserti alle foreste pluviali, ed alcune specie vivono in acqua. In ere passate erano distribuite con maggior ampiezza: in Mongolia sono stati ritrovati resti fossili attribuibili al Cretaceo.

## Tassonomia
La famiglia conta circa 150 specie, divise in due sottofamiglie, e 18 generi.
- Sottofamiglia Teiinae:
  - Ameiva - (14 specie)
  - Ameivula - (11 specie)
  - Aspidoscelis - lucertole dalla coda a frusta nordamericane (46 specie)
  - Aurivela - (2 specie)
  - Cnemidophorus - Lucertole dalla coda a frusta sudamericane (19 specie)
  - Contomastix - (6 specie)
  - Dicrodon - tegu del deserto (3 specie)
  - Glaucomastix - (5 specie)
  - Holcosus - (18 specie)
  - Kentropyx - (9 specie)
  - Medopheos - (1 specie)
  - Pholidoscelis - (20 specie)
  - Teius - (3 specie)
- Sottofamiglia Tupinambinae:
  - Callopistes - falsi varani (4 specie)
  - Crocodilurus -  (1 specie)
  - Dracaena - lucertole caimano (3 specie)
  - Salvator - (3 specie)
  - Tupinambis - tegu (8 specie)